# Hellig Hågen
Der Bautastein Hellig Hågen (früher auch „Alter Haagen“ oder „Hell Haagen“ genannt) steht in der Nähe des Lyngvejen im Wald der Åker Plantage, nordwestlich von Nexø auf der dänischen Insel Bornholm.
Der sogenannte Grußstein Hellig Hågen ist ein Menhir und das männliche Gegenstück zur Hellig Kvinde. In der Vergangenheit war es üblich, dass Leute, die an den beiden Steinen vorbeikamen, den Hut zogen und grüßten. Man glaubte, dass die Steine diejenigen bestraften, die den Brauch brachen. Ähnliche Grußsteine sind aus Norwegen bekannt. Vor dem etwa zwei Meter hohen Stein steht eine steinerne Bank.
Kyllingeklippen (deutsch die Hühnerklippe)  ist ein flacher Findling am Lyngvejen.
Etwa 440 m entfernen stehen der Kraagesten und der Bautastein von Højlyngen.